# Sigbert Heister
Sigbert hrabě Heister (německy Sigbert Graf Heister, 1646 – 22. února 1718, Kirchberg an der Raab) byl původem rakouský šlechtic, polní maršál a vojevůdce, který se na přelomu 17. a 18. století vyznamenal v bojích s Turky a kuruci. V letech 1704–1705 a 1708–1710 zastával post hlavního velitele v Uhrách.

## Původ a osobní život

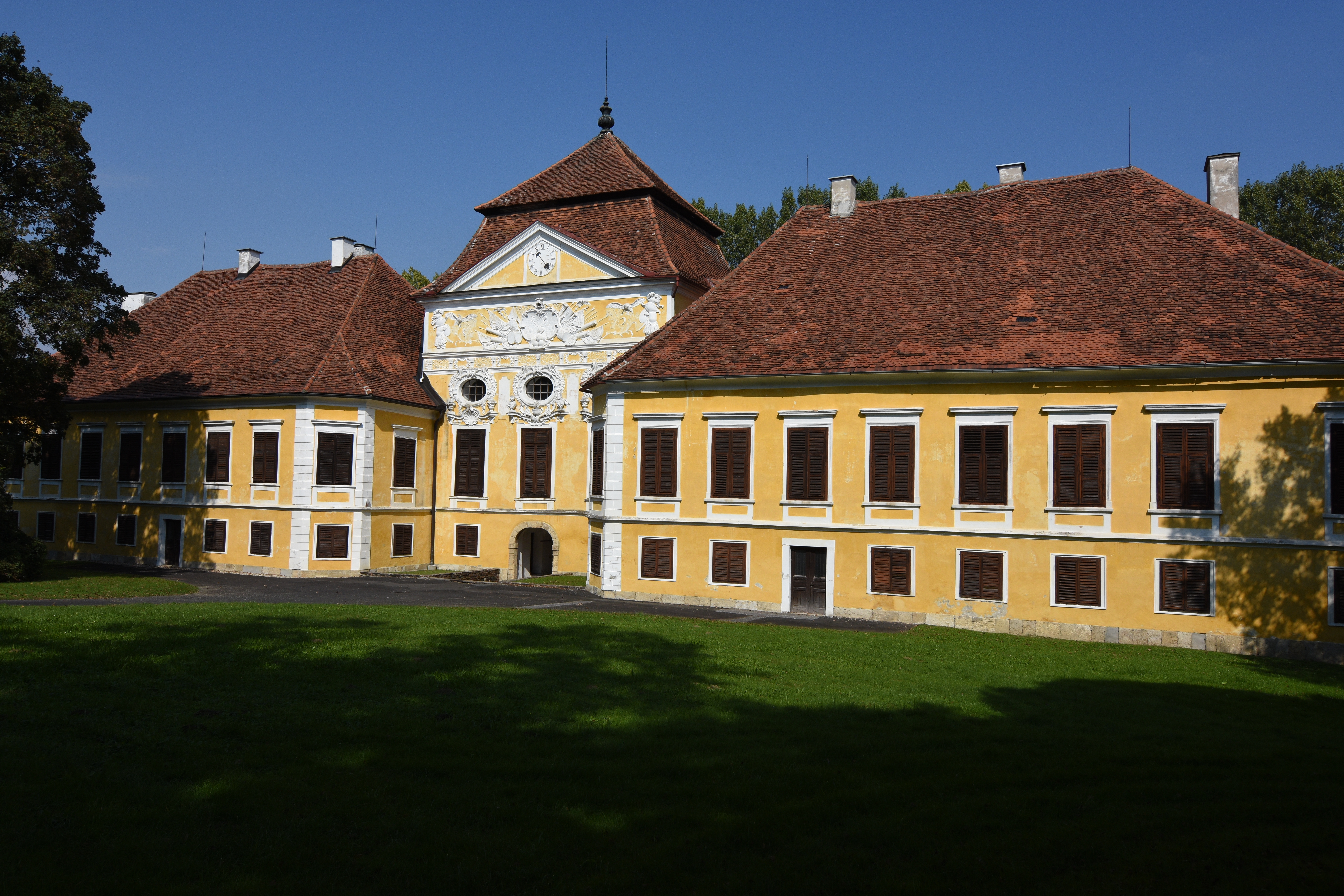
Heisterův zámek ve štýrském Kirchbergu

Narodil se v roce 1646 do rodiny Gottfrieda svobodného pána Heistera (1609–1679), viceprezidenta císařské dvorské válečné rady a jeho manželky Marie Anny von Viermund. Jeho mladším bratrem byl Hannibal Joseph Heister († 1719), který se rovněž věnoval vojenské kariéře a působil coby velitel sedmihradské pevnosti Varadín. Dne 3. března 1682 byl Sigbert Heister povýšen císařem Leopoldem I. do říšského hraběcího stavu.
Ženil se celkem čtyřikrát. Jeho první manželkou se stala Anna Marie hraběnka ze Zinzendorfu, dcera Ferdinanda ze Zinzendorfu a Rebeky Reginy von Gienger. Z tohoto manželství vzešli synové Johann Albert (1676–1746) a Rudolf († 1717); oba sloužili v armádě, přičemž Rudolf padl 21. září 1717 poblíž Bělehradu během tzv. šesté rakousko-turecké války. Dále byl Heister ženatý s Margaretou hraběnkou z Lambergu, Elisabethou svobodnou paní von Gera a naposledy s Josephou Aloisií hraběnkou Katzianer von Katzenstein.
Roku 1696 zakoupil od rodiny Steinpeißů za 60 000 zlatých štýrské panství Kirchberg an der Raab se zámkem, který nechal barokně upravit a v jeho blízkosti dal zřídit skleníky, oranžerii, rybníky a hospodářský dvůr. Kirchberg si vybral jako svou hlavní rezidenci, fundoval zdejší kostel a dne 22. února 1718 na kirchberském zámku také zemřel. Pohřben byl v tamějším farním kostele sv. Floriana o dva dny později. Panství Kirchberg zdědila vdova Josepha Aloisia hraběnka Katzianer von Katzenstein a ostatní otcovský majetek převzal pozůstalý syn Johann Albert.

## Kariéra
Do císařské armády vstoupil coby devatenáctiletý v roce 1665 a v průběhu 70. let 17. století byl povýšen na majora. Během francouzsko-nizozemské války (1672–1678), v níž císař Leopold I. podpořil Nizozemí proti francouzskému králi Ludvíkovi XIV., byl vážně raněn v bitvě u Rheinfelden (6. července 1678). V září 1683 se zúčastnil bitvy u Vídně, kde v hodnosti plukovníka velel vlastnímu jízdnímu regimentu. Po porážce Osmanů u Vídně se přesunul do Uher, roku 1688 byl povýšen do hodnosti generálmajora a pod vedením Ludvíka Viléma Bádenského bojoval s Turky v bitvě u Slankamenu (18. srpna 1691). Od roku 1693 pacifikoval zbytky Tökölyho protihabsburského povstání na území dnešního Slovenska a roku 1697 se na čele jezdectva zúčastnil bitvy u Zenty (11. září 1697), kde se císařské armádě pod velením prince Evžena Savojského podařilo porazit vojska vedená osmanským sultánem Mustafou II.

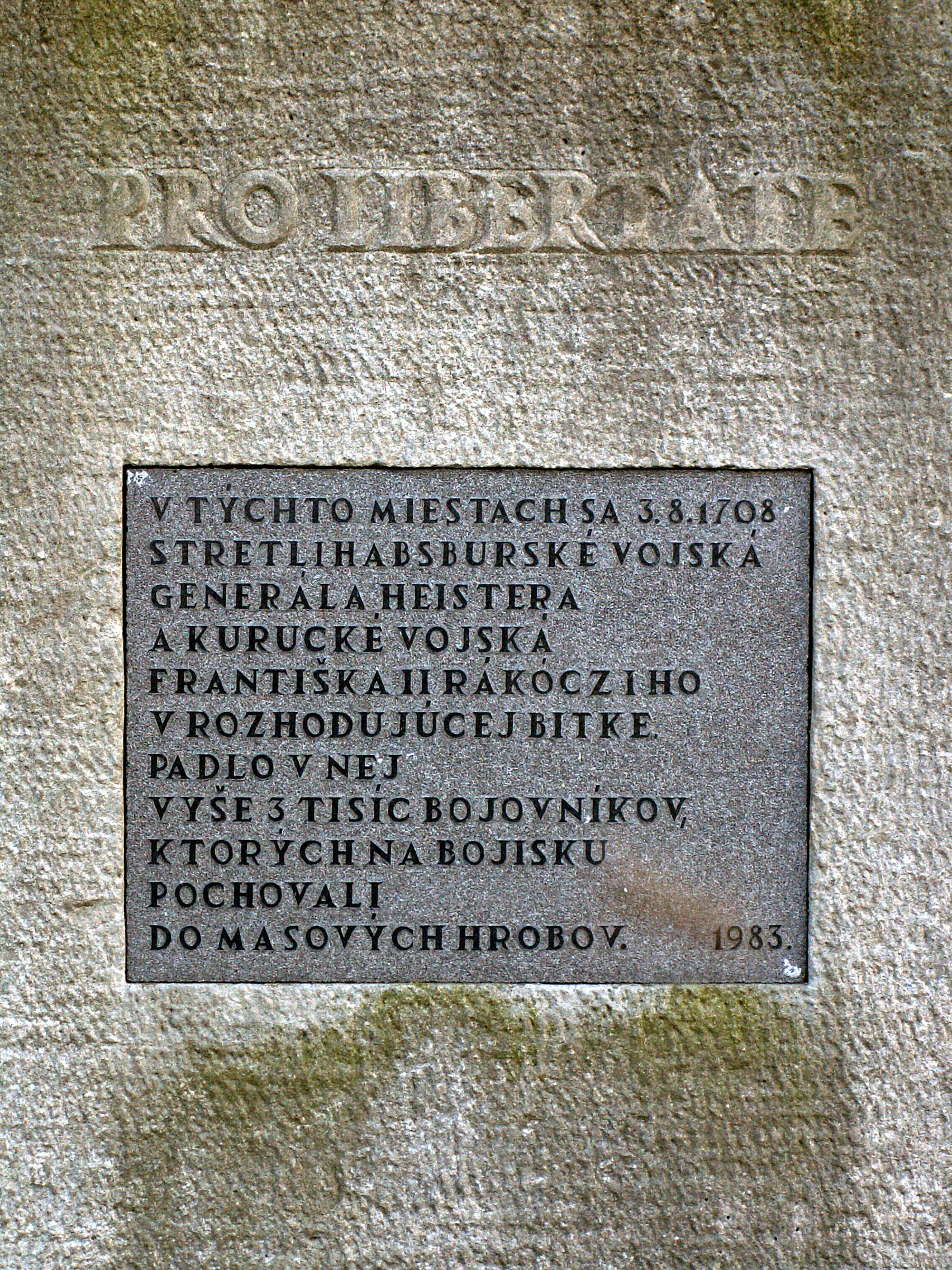
Památník bitvy u Trenčína (3. srpna 1708) ve vsi Hámre u Trenčianské Turné

S vypuknutím války o španělské dědictví (1700–1714) se Heister přesunul na západoevropská bojiště, kde se pod hlavním velením Ludvíka Viléma Bádenského snažil bránit Porýní před vpádem francouzských jednotek. V průběhu května a června 1703 však v Uhrách propuklo nové kurucké povstání, vedené sedmihradským knížetem Františkem II. Rákóczim a Heister byl povolán zpět do Podunají. O rok později byl povýšen do hodnosti polního maršála a princ Evžen Savojský ho pověřil vrchním velením nad císařskou armádou v Uhrách. Během své uherské anabáze si Heister vydobyl pověst bezohledného a razantního válečníka, který nebral ohled ani na civilní obyvatelstvo. Do konce roku 1704 se mu podařilo vytlačit kurucká vojska ze Zadunajska, znovuobsadil Györ a Pápu, u Komárna přešel za Dunaj a Rákócziho velitele Mikuláše Berčéniho přiměl, aby ustoupil až k řece Váhu. Z obklíčení osvobodil pevnost Leopoldov a jeho triumfem pak bylo dobytí Trnavy (26. prosince 1704), kterou nechal obsadit a všechny zde zajaté kurucké vojáky dal popravit.
V dubnu 1705 byl z pozice vrchního velitele armády v Uhrách odvolán, aby se ujal velení nad císařskými jednotkami v Tyrolsku a severní Itálii. Do Uher se však vrátil již následujícího roku, kdy organizoval obranu Štýrska před kuruckými nájezdy. Kurucům pak uštědřil porážku v bitvě u Trenčína (3. srpna 1708), kde se mu za pomoci generála Jana Bernarda Pálffyho podařilo porazit knížete Rákócziho, jenž v boji přišel o zhruba 3 000 mužů. Heisterovo vítězství znamenalo definitivní konec Rákócziho povstaleckého hnutí, jež definitivně kapitulovalo v květnu 1711. Heisterova armáda poté ještě obsadila středoslovenská horní města (Banská Bystrica, Banská Štiavnica, Kremnica), Nitru i Nové Zámky. Z funkce vrchního uherského velitele byl odvolán roku 1710 císařem Josefem I.
Závěr života strávil na svých štýrských statcích. V letech 1716–1717 se jako velitel györské pevnosti zapojil do bojů šesté rakousko-turecké války, ale na přelomu let 1717 a 1718 odešel definitivně do penze.